# Alexandria Perkins
Alexandria Perkins (27 de julho de 2000) é uma nadadora australiana.

## Carreira
Alexandria Perkins estudou fisioterapia na University of the Sunshine Coast em 2024 e nadou pelo USC Spartans, o time esportivo de sua universidade.
Em 2022, nos Jogos da Commonwealth em Birmingham, Perkins ficou em quarto lugar nos 100 metros borboleta e em quinto nos 50 metros borboleta, mas foi apenas o terceiro melhor australiano em ambas as provas. Ela participou da corrida preliminar do revezamento medley misto 4x100 metros.
Em fevereiro de 2024, no Campeonato Mundial de Esportes Aquáticos em Doha, Perkins fez parte da equipe de natação da Austrália que conquistou a prata nos 4x100 metros livre. Ela também ganhou a prata nos 4x100 metros livre misto e 4x100 metros medley misto após nadar as eliminatórias em ambos os eventos, onde a Austrália posteriormente conquistou medalhas nas finais.
Nos Jogos Olímpicos de 2024, em Paris, Perkins foi eliminada nos 100 metros borboleta nas semifinais pelo 13º tempo. No revezamento 4x100 metros medley, Iona Anderson, Ella Ramsay, Alexandria Perkins e Meg Harris nadaram o melhor tempo. Na final, Kaylee McKeown, Jenna Strauch, Emma McKeon e Mollie O'Callaghan foram um segundo e meio mais rápidas e conquistaram a prata atrás da equipe de revezamento dos EUA e 0,12 segundos à frente do quarteto da República Popular da China. No final de setembro de 2024, Perkins venceu os 50 metros borboleta, 100 metros borboleta e 50 metros livre no Campeonato Australiano de Pista Curta.